# 情緒板

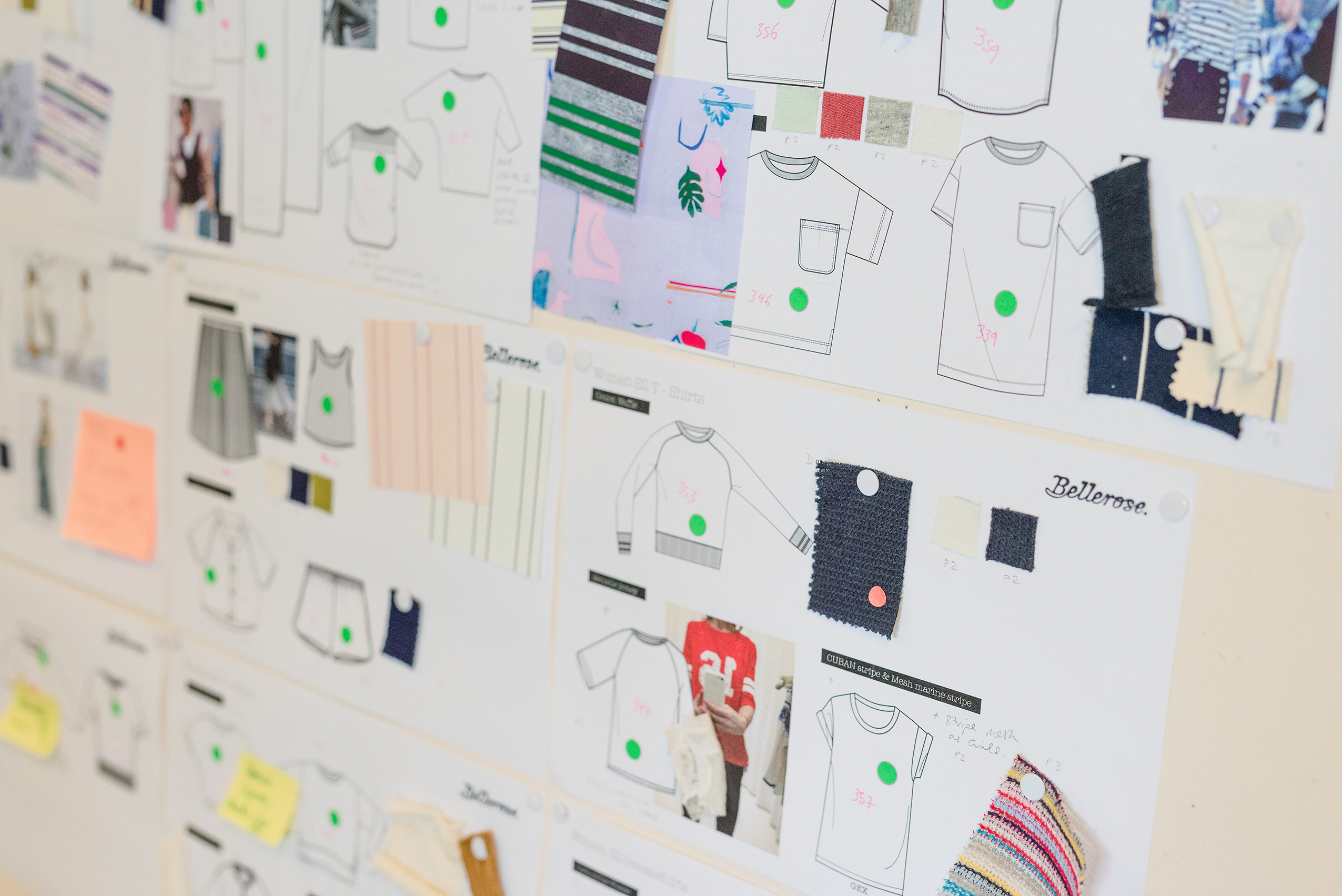
设计图、颜色参考和织物样本的情绪板。

情绪板（英語：mood board），是由图像、文本等數個样本组成视觉呈现或拼貼圖。情绪板，用于传达对特定主题的想法或感受的演示工具。
平面设计师、室内设计师、工业设计师、摄影师、用户界面设计师和其他创意工作者多使用情绪板来直观地说明作品計畫呈現的风格。文字工作者，也會使用情绪板直观地表達某种写作风格，或故事情节的虚构背景。
情绪板，作为视觉工具，快速告知他人想法的整体“感觉”（或“流程”）。在创作过程中，情绪板可以平衡協作與創作上的自由。 

#### 可用於製作情緒版的網站或軟體
- Canva
- Figma
- Pinterest
- Adobe Express